# Саобраћај у Луксембургу
Луксембург спада у мале земље Европе, па је и значај саобраћаја Луксембурга у међународним оквирима прилично мали. И поред тога захваљујући високој привредном развијености Луксембург поседује савремен саобраћај (и возила и саобраћајну мрежу). Прометном саобраћају кроз Луксембург иде у прилог постојање три граничне државе (Немачка, Француска, Белгија), као и установе ЕУ које се налазе у престоници државе, граду Луксембургу, главном саобраћајном чворишту у земљи.

## Железнички саобраћај
Укупна дужина железничке мреже стандардног колосека у Луксембургу је 274 km (2002. године), од чега је чак 242 km електрификовано. Дужина пруга двоструког колосека је 140 km. Предузеће за управљање железницом је "Луксембуршке железнице", са седиштем у граду Луксембургу, где се укршта већина од неколико линија.

Железничка веза са суседним земљама:
- Француска
- Белгија
- Немачка

## Друмски саобраћај
Погледати: Ауто-путеви у Луксембургу
Укупна дужина друмских путева у Луксембургу је 30.189 km, од тога 650.891 km (2000. г.), све са чврстом подлогом. Дужина ауто-путева је 114 km. Данашњи државни ауто-путеви повезују све важније градове у држави и окружењу. Многи ауто-путеви прате линије железница. Целокупна мрежа је савремена.

Најважнији државни ауто-путеви су прате европске коридоре:
- Ауто-пут Е25, граница са Белгијом (од Лијежа) - Луксембург - граница са Француском (ка Мецу)
- Ауто-пут Е44, граница са Француском (од Париза) - Луксембург - граница са Немачком (ка Триру)

Ови коридори су у Луксембургу означени двозначним ознакама „А+број“. Сви крећу од прстонице и и иду ка:
- Ауто-пут А1 - ка Триру и Немачкој, укупна дужина у држави је 36 km.
- Ауто-пут А3 - ка Мецу и јужној Француској, укупна дужина у држави је 13 km.
- Ауто-пут А4 - ка Паризу и северној Француској, укупна дужина у држави је 16 km.
- Ауто-пут А6 - ка Бриселу и западној Белгији, укупна дужина у држави је 21 km.
- Ауто-пут А7 - ка Лијежу и северној Белгији, укупна дужина у држави је 31 km, у изградњи.
- Ауто-пут А13 - заобилазница подручја града Луксембурга - иде дуж јужне државне границе.

## Водени саобраћај
Луксембург је копнена земља, па као морске луке користи луке околних земаља, највише Остенде у Белгији. Од река пловна је једино Меза и то за мања пловила. На њој постоји сасвим мала лука Мертерт.

## Гасоводи и нафтоводи
Нафтовод: не постоји.
Гасовод: Дужина токова је 150 км (2003. г.).

## Ваздушни транспорт
У Луксембургу је уписано пар домаћих авио-компанија, од којих је најпознатија Луксер. У држави постоји 2 званично уписана аеродрома), од којих један са тврдом подлогом и са IATA кодом (IATA Airport Code) - Међународни аеродром „Финдел“ код града Луксембурга.
У Луксембургу је званично уписан и 1 хелиодром.